# KM3NeT

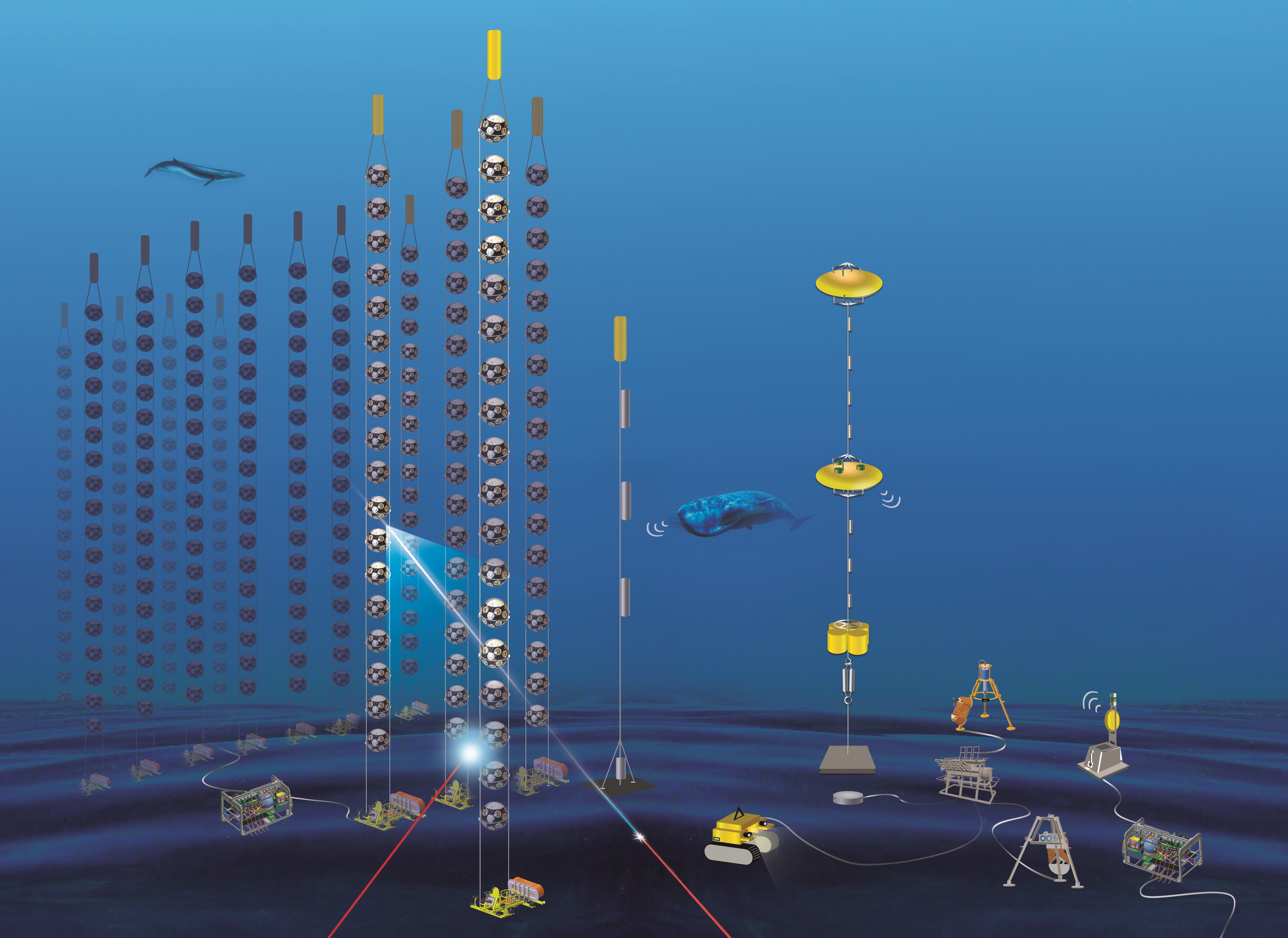
Wizja artystyczna detektora

Projekt KM3NeT (z ang. Cubic Kilometre Neutrino Telescope) – europejska infrastruktura badawcza znajdująca się na dnie Morza Śródziemnego wykrywająca neutrina.
Infrastruktura składa się m.in. z urządzeń pomiarowych, zwanych teleskopami neutrinowymi, zawierających detektory promieniowania Czerenkowa, które przeznaczone są do wykrywania i badania neutrin pochodzących z odległych źródeł astrofizycznych, jak również tych pochodzących z atmosfery, przyczyniając się do rozwoju wiedzy z zakresu astrofizyki i fizyki cząstek elementarnych.
Zestawy tysięcy modułów z czujnikami optycznymi wykrywają słabe światło promieniowania Czerenkowa w głębinach morskich. Światło to pochodzi od naładowanych cząstek powstających w wyniku zderzeń neutrin z wodą lub skałami w pobliżu detektora. Położenia i kierunki modułów optycznych oraz czas dotarcia światła do fotopowielaczy wewnątrz modułów są rejestrowane z dużą dokładnością. Na podstawie pomiarów rekonstruuje się właściwości cząstek, takie jak ich tor lotu i energia.
Projekt KM3NeT przewiduje budowę wielu takich detektorów w głębinach Morza Śródziemnego wzdłuż południowych wybrzeży Europy, do 2025 r. funkcjonują:
- KM3NeT-Fr (u wybrzeży Tulonu we Francji, współrzędne: 42°48′N 6°02′E/42,800000 6,033333), gdzie znajduje się detektor ORCA (z ang. Oscillation Research with Cosmics in the Abyss),
- KM3NeT-It (u wybrzeży Portopalo di Capo Passero na Sycylii we Włoszech, współrzędne: 36°16′N 16°06′E/36,266667 16,100000), gdzie znajduje się detektor ARCA (Astroparticle Research with Cosmics in the Abyss).

Detektor ARCA jest teleskopem o wielkości kilometra sześciennego, którego celem jest poszukiwanie neutrin pochodzących ze źródeł w kosmosie. Detektor ORCA, w porównaniu do ARCA, ma gęściej rozmieszczone czujniki, przez co jest zoptymalizowany do pomiarów właściwości neutrin i tym samym badania zagadnień związanych z fizyką cząstek elementarnych.
Oba detektory zbierają już dane. Określono lokalizację dla trzeciego teleskopu (KM3NeT-Gr), ma znajdować się on nieopodal Pylos, na Peloponezie, w Grecji (współrzędne: 36°33′N 21°30′E/36,550000 21,500000). Badanych jest kilka miejsc na różnych głębokościach od 3000 m do 4550 m.
Projekt KM3NeT kontynuuje prace wykonane przez teleskop neutrinowy ANTARES, który działał u wybrzeży Francji w latach 2008–2022.
Nadzór, zarządzanie i kierowanie wdrażaniem oraz funkcjonowaniem projektu KM3NeT odbywa się w ramach międzynarodowej współpracy, w którą zaangażowanych jest ponad 68 instytucji z 21 krajów z całego świata. Zespół KM3NeT składa się z około 360 naukowców, inżynierów i techników.

## Cele naukowe
Głównymi celami międzynarodowej współpracy KM3NeT są:
1. Odkrycie i późniejsza obserwacja źródeł wysokoenergetycznych neutrin we wszechświecie, badanie różnych obiektów kosmicznych, takich jak pozostałości po supernowych, rozbłyski gamma, supernowe, a także zderzające się gwiazdy. Identyfikując neutrina, które pochodzą z wymienionych źródeł, współpraca KM3NeT chce zapewnić wgląd w pochodzenie promieniowania kosmicznego oraz mechanizmów odpowiedzialnych za niektóre z najbardziej ekstremalnych zdarzeń zachodzących we wszechświecie.
2. Wnikliwe badania podstawowych właściwości neutrin, a w szczególności badania ich oscylacji, zmierzające do określenia uporządkowania mas neutrin. Możliwość rozróżniania różnych stanów mas neutrin dostarczy istotnych informacji o ich naturze i roli w modelu standardowym[5].

Oprócz wymienionych podstawowych celów naukowych, teleskopy KM3NeT są potężnym narzędziem w poszukiwaniach ciemnej materii we wszechświecie. Ponadto, infrastruktura badawcza obejmuje urządzenia pomiarowe wykorzystywane także w innych naukach, jak np.: biologia morska, oceanografia i geofizyka. Urządzenia te także umożliwiają długoterminowy i bieżący monitoring środowiska głębinowego i dna morskiego na głębokości kilku kilometrów.

## Projekt

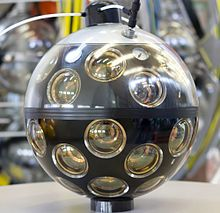
Cyfrowy moduł optyczny (DOM) detektora KM3NeT w laboratorium

Infrastruktura budowana we Francji i Włoszech docelowo będzie się składać z prawie 200 000 czujników światła (fotopowielaczy), które są rozmieszczane w trzech tzw. blokach konstrukcyjnych: dwóch w części KM3NeT/ARCA i jednego w części KM3NeT/ORCA. Każdy blok konstrukcyjny docelowo będzie zbudowany z 115 elastycznych pionowych strun, zakotwiczonych na dnie morza, nazywanych jednostkami detekcyjnymi. Na każdym sznurze znajduje się 18 sferycznych modułów optycznych (DOM), zawierających po 31 fotopowielaczy skierowanych w różnych kierunkach. Całość tworzy trójwymiarowy czujnik światła, który można wykorzystać do wykrywania promieniowania Czerenkowa, będącego wynikiem przelotu przez wodę naładowanych relatywistycznych cząstek powstałych w oddziaływaniach neutrin.
Część KM3NeT-It, gdzie umieszczony jest detektor ARCA, znajduje się na głębokości 3450 m. Detektor ten przez szerokie rozstawienie strun detekcyjnych (około 90 m od siebie) i modułów optycznych na nich: 18 modułów jest rozmieszczonych mniej więcej równomiernie na strunach o długości około 700 m.
Część KM3NeT-Fr, gdzie umieszczony jest detektor ORCA, znajduje się na głębokości 2475 m. Tutaj gęstsze ulokowanie modułów optycznych sprawia, że detektor ORCA jest zoptymalizowany pod kątem wykrywania neutrin w zakresie gigaelektronowoltów (GeV). Docelowo detektor ORCA będzie zbudowany ze 115 strun rozmieszczonych na trójkątnej siatce przy odległości między strunami ok. 20 m, z 9-metrowymi odstępami między modułami optycznymi na strunie. Łącznie średnica detektora będzie wynosić około 210 m, a długość sznurów: 200 m.
Położenie modułów i czas dotarcia światła do fotopowielaczy wewnątrz tych modułów są mierzone z dużą dokładnością. Każdy moduł optyczny ma około 17 cali (ok. 44 cm), zawiera 31 trzycalowych fotopowielaczy z elektroniką i jest podłączony za pomocą sieci optycznej o dużej przepustowości. Za pomocą przewodów sieci elektrooptycznej i skrzynek przyłączeniowych znajdujących się na dnie morza, moduły optyczne są połączone ze stacjami sterowania umieszczonymi na brzegu. Zapewnia to zasilanie elektryczne, sterowanie detektorami i przesyłanie zbieranych danych. Ponieważ struny z modułami optycznymi poruszają się wraz z prądami w głębinach morskich, ich (a tym samym także fotopowielaczy wewnątrz) położenie i orientacja są dynamicznie monitorowane za pomocą dedykowanych układów akustycznego i kompasowego. W każdym module optycznym do kalibracji czasu wykorzystywane są impulsatory LED.
Na brzegach każdej lokalizacji instalacji KM3NeT, farma komputerów przeprowadza wstępną selekcję zbieranych danych, które następnie przesyła się do głównego centrum danych KM3NeT, w celu ich przechowywania i dalszej analizy przez naukowców.
System pozycjonowania akustycznego, składa się z emiterów akustycznych znajdujących się w każdej podstawie i czujników piezoceramicznych w każdym module optycznym (DOM-ie), jako odbiorników akustycznych. Sieć czujników akustycznych odbiera nie tylko fale wysyłane przez nadajniki, ale też pochodzące od otoczenia i może być używana nie tylko do określania położenia DOM-ów, ale także do badań monitorowania akustycznego, takich jak bioakustyka, monitorowanie hałasu statków, kontrola hałasu środowiskowego a co istotne do akustycznego wykrywania neutrin. Sygnał akustyczny wywołany przez interakcję neutrin w płynie jest krótkotrwałym ekstremalnie kierunkowym i o szerokim zakresie częstotliwości impulsem, problemem jest opracowanie algorytmów wybierających takie zdarzenia spośród innych dźwięków.

## Historia budowy
Konstrukcja teleskopu neutrinowego KM3NeT jest modułowa i jego budowa jest rozłożona w czasie. Realizację projektu badawczego KM3NeT rozpoczęto w 2012 roku zaczynając od przygotowania infrastruktury w dwóch miejscach na dnie morskim, tj. KM3NeT-Fr i KM3NeT-It. Prototyp modułu optycznego KM3NeT został przyłączony do teleskopu ANTARES i przy jego użyciu zbierano dane przez około rok w latach 2013–2014. Natomiast prototyp struny był zamontowany w części KM3NeT-It i przy jego użyciu zbierano dane w latach 2014–2015, również przez około rok.
Druga faza budowy polega na ukończeniu montażu detektorów ARCA i ORCA, odpowiednio, w miejscach KM3NeT-It i KM3NeT-Fr. W latach 2017–2024 w detektorze ORCA zainstalowano 24 struny detekcyjne, a w detektorze ARCA zainstalowano 33 struny detekcyjne. Oznacza to, że pod koniec 2024 roku dane były już zbierane przy użyciu detektorów kompletnych w ponad 10%.

## Wyniki naukowe
Dzięki częściowo ukończonej budowie detektorów, współpraca KM3NeT opublikowała już kilka interesujących wyników analiz w recenzowanych czasopismach naukowych. Wśród tych wyników znajdują się:
1. Zmierzenie parametrów oscylacji neutrin atmosferycznych przy użyciu tylko 6 strun detektora ORCA: {\displaystyle \sin ^{2}\theta _{23}=0.51_{-0.05}^{+0.04}} i {\displaystyle \Delta m_{31}^{2}=2.18_{-0.35}^{+0.25}\times 10^{-3}~\mathrm {eV^{2}} \cup \{-2.25,-1.76\}\times 10^{-3}~\mathrm {eV^{2}} } przy poziomie ufności 68%[15].
2. W latach 2019–2020 przeprowadzono poszukiwania neutrin w danych KM3NeT, które mogłyby korelować z danymi zebranymi w ramach trzeciego cyklu obserwacji fal grawitacyjnych przy użyciu infrastruktur LIGO i Virgo(inne języki). Oba badania nie wykazały statystycznie znaczącego nadmiaru neutrin dla źródeł w katalogach fal grawitacyjnych. Dla każdego źródła ustalono górne limity strumienia neutrin i całkowitej energii emitowanej poprzez neutrina w poszczególnych zakresach energii. Przeprowadzono również analizę zderzeń czarnych dziur i zderzeń gwiazd neutronowych z czarnymi dziurami w celu określenia charakterystyki emisji neutrin z tych zderzeń[16].
3. Po zainstalowaniu 10 strun w detektorze ORCA i 21 strun w detektorze ARCA przeprowadzono badania uzupełniające niezwykle jasnego zjawiska przejściowego, które zostało wykryte przy użyciu satelity Fermi i podane w monitorze Rozbłysków Gamma 9 października 2022 roku. Nie znaleziono żadnych przypadków z neutrinami, które byłyby w koincydencji z miejscem rozbłysków gamma. Natomiast przedstawiono górne ograniczenia emisji neutrin[17].

Opublikowano także wiele badań na inne tematy, takie jak: niewidzialny rozpad neutrin, neutrina sterylne, niestandardowe oddziaływania neutrin, poszukiwania ciemnej materii, dekoherencja kwantowa w oscylacjach neutrin, miony atmosferyczne, rozproszony strumień neutrin, emisja neutrin ze źródeł punktowych, galaktyki gwiazdotwórcze, supernowe typu II, czy też połączonych analiz z innymi eksperymentami, takimi jak JUNO i CTA.
Ponadto, na podstawie szczegółowych symulacji Monte Carlo, opublikowano perspektywy czułości kompletnych detektorów ORCA i ARCA.
Pełną listę artykułów naukowych i technicznych współpracy KM3NET można znaleźć na stronie INSPIRE-HEP. Projekt KM3NeT zobowiązuje się do udostępnienia danych zgodnie z zasadami polityki Open Access.

### KM3-230213A
13 lutego 2023 01:16:47 UTC zaobserwowano mion o ekstremalnie dużej energii przelatujący przez detektor ARCA w lokalizacji KM3NeT-It. Zdarzenie to zostało oznaczone KM3-230213A. W momencie kiedy zaobserwowano ten wysokoenergetyczny przypadek, 21 jednostek detekcyjnych detektora ARCA zbierało dane. Trajektoria mionu została zrekonstruowana na podstawie zmierzonych czasów i pozycji pierwszych trafień zarejestrowanych przez fotopowielacze.
Kierunek KM3-230213A został zrekonstruowany jako niemal horyzontalny, {\displaystyle 0.6^{\circ }} nad horyzontem. Zmierzona energia mionu to 120 petaelektronowoltów (PeV) przy niepewności +110 PeV i −60 PeV. Biorąc pod uwagę jego olbrzymią energię i prawie horyzontalny kierunek, mion ten jest najprawdopodobniej produktem oddziaływania neutrina kosmicznego o jeszcze większej energii w pobliżu detektora. Energia neutrina, z którego może powstać taki mion jak zaobserwowany w detektorze ARCA, została oszacowana 220 PeV. KM3-230213A to przypadek neutrinowy o największej dotychczas notowanej energii.
Tak duża energia sugeruje, że neutrino to mogło powstać w innym rodzaju kosmicznego akceleratora niż obserwowane dotychczas neutrina o mniejszych energiach. Alternatywna interpretacja pozwala przypuszczać, że jest to pierwsza obserwacja neutrina kosmogenicznego, tj. powstałego w oddziaływaniach promieniowania kosmicznego ultra-wysokich energii z kosmicznym promieniowaniem tła.

## Relacje z instytucjami europejskimi i naukowymi
W 2006 roku projekt KM3NeT został wpisany na mapę drogową Europejskiego Forum Strategii ds. Infrastruktury Badawczej (ESFRI), w której uznano rozwój infrastruktury badawczej KM3NeT za priorytetowy dla zaspokojenia europejskich potrzeb naukowych na najbliższe 10–20 lat. Wsparcie to zostało odnowione przez Radę Unii Europejskiej na lata 2019–2026, co umożliwiło m.in. uruchomienie projektu KM3NeT-INFRADEV2 (2023–2025), mającego na celu ukończenie konstrukcji infrastruktury badawczej KM3NeT.
Projekt KM3NeT korzystał z różnych źródeł finansowania w ramach europejskich programów badań i innowacji, w tym Horyzont 2020 i Horyzont Europa. Równolegle z wdrożeniem projektu KM3NeT w lokalizacjach jego instalacji korzystano także ze środków Europejskiego Funduszu Rozwoju Regionalnego (EFRR), co potwierdza potencjał ekonomiczny, społeczny i terytorialny projektu KM3NeT na szczeblu regionalnym.
Infrastruktura KM3NeT była przedmiotem wielu projektów europejskich. Przykładowo, KM3NeT uczestniczy w sieci EMSO, zapewniając długoterminowy dostęp do badań z zakresu nauk o Ziemi i morzu. KM3NeT był przedmiotem projektu ASTERICS i nadal jest przedmiotem EOSC europejskiej inicjatywy na rzecz otwartej nauki, a także jest wymieniany w powiązanym projekcie ESCAPE. Współpraca KM3NeT angażuje się także w naukę obywatelską, w szczególności poprzez projekt REINFORCE.
W projekcie bierze również udział zespół naukowców z Akademii Górniczo-Hutniczej w Krakowie. Ich zadaniem jest opracowanie możliwości wyłonienia spośród różnych drgań rozchodzących się w wodzie tych wywołanych przez cząstki powstałe po zderzeniu neutrina z elektronami lub jądrami atomowymi.

## Globalna Sieć Neutrinowa
Razem z eksperymentami ANTARES, Baikal, IceCube, P-ONE i RNO-G, projekt KM3NeT jest częścią organizacji o nazwie Globalna Sieć Neutrinowa (ang. Global Neutrino Network).